# Porpitella
Porpitella is een geslacht van uitgestorven zee-egels uit de familie Scutellinidae. Vertegenwoordigers van dit geslacht zijn slechts als fossiel bekend.

## Soorten
- Porpitella micra H.L. Clark, 1937 †
- Porpitella paleocaenica Villatte, 1966 †